# Franz Vetter (Maler)
Franz Vetter (* 1. Februar 1886 in Giebichenstein; † 17. August 1967 in Gotha) war ein deutscher Maler.

## Leben und Werk
Vetter absolvierte von 1907 bis 1910 das Studium Malerei und Kunstgeschichte an der Gewerblichen Zeichen- und Handwerkerschule der Stadt Halle. Von 1910 bis 1913 besuchte er in Kassel die Kunstgewerbeschule und das Zeichenlehrerseminar, auf dem er das Lehrerexamen bestand. Er sagte: „Ich betrachte als Hauptziel meiner Studien mich zum bildenden Künstler (vielleichte Kunstmaler oder Modelleur) auszubilden, da ich diesem Ziel aber nur näher kommen kann, wenn mir wenigstens durch einen festen Erwerb Sicherheit geboten ist, so habe ich mir als nächstes Ziel den Zeichenlehrer gesetzt.“
Vetter arbeitete lebenslang als Maler und war Vorsitzender der 1922 gegründeten Gothaer Künstlervereinigung Die Garbe. Zum Broterwerb übte er bezahlte Tätigkeiten aus. Von 1914 bis 1946 war er Fachlehrer für Maler an der gewerblichen Berufsschule Gotha. Er übernahm gebrauchsgrafische Aufträge, z. B. Bilder für Werbekataloge. Von 1946 bis 1966 gab er in Gotha Mal- und Zeichenkurse.
Vetter war Mitglied des Verbands Bildender Künstler der DDR. Er betätigte sich auch intensiv als Lyriker und Novellist. Seine Werke veröffentlichte er als Privatdrucke im Selbstverlag mit eigenen Lithografien, die die Druckerei Emil Koch in Gotha druckte.
Vetter war mit der Malerin Erna Vetter, geb. Fahr, (1887–1954) und in zweiter Ehe mit der Malerin Irmgard, geb. Fischer, verheiratet und unterhielt eine lebenslange Briefpartnerschaft mit Hermann Hesse.
Die Grabstelle Vetters befindet sich auf dem Hauptfriedhof Gotha.

## Museen und öffentliche Sammlungen mit Werken Vetters (unvollständig)
- Arnstadt: Schlossmuseum
- Gotha: Historisches Museum Schloss Friedenstein

## Werke (Auswahl)

### Malerei und Grafik
- Frühjahrsbestellung (Tafelbild, Öl, um 1920)[4]
- Plakat "Kunstschau der Gothaer Künstlervereinigung Die Garbe" (1925, Linolschnitt)[5]
- Holzabfuhr im Thüringer Wald (Tafelbild, Öl; um 1930)[4]
- Winter. Häuser im Schnee (1947)[6][Anm 1]
- Hinter dem Dorf (1948)[7][Anm 1]
- Feldweg (1951)[8][Anm 1]
- Verschneiter Berg (1952, Aquarell, 50 × 65 cm; ausgestellt 1953 auf der Dritten Deutschen Kunstausstellung)[9]

### Literarische Werke mit eigenen Lithografien
- Mahnung. Gedichte, 1933
- Quellgrund des Ewigen. Gedichte. 1949
- Brücken. Gedichte. 1950
- Der Hirte. Eine Begegnung. 1951
- Der Sternwanderer. Lebenden. 1951
- Der Hirte. Eine Begegnung. 1951
- Im Ring des Jahres. Gedichte.1952
- Besinnung. 1953
- Einkehr. Gedichte., 1954
- Ruf und Weisung. Gedichte. 1954
- Maria am Rosenhag. Gedichte, 1955
- Erlebte Landschaft. Gedichte, 1956

## Einzelausstellungen
- 1966 Gotha, Schlossmuseum Schloss Friedenstein (Gemälde, Aquarelle, Grafik)

### Teilnahme an Gruppenausstellungen
- 1925: Gotha ("Kunstschau der Gothaer Künstlervereinigung Die Garbe")
- 1953: Dresden, Dritte Deutsche Kunstausstellung
- 1954: Altenburg/Thür., Lindenau-Museum („100 Jahre Staatliches Lindenau-Museum“)